# Heerlijkheid Mindelheim
Mindelheim was een tot de Zwabische Kreits behorende heerlijkheid binnen het Heilige Roomse Rijk.

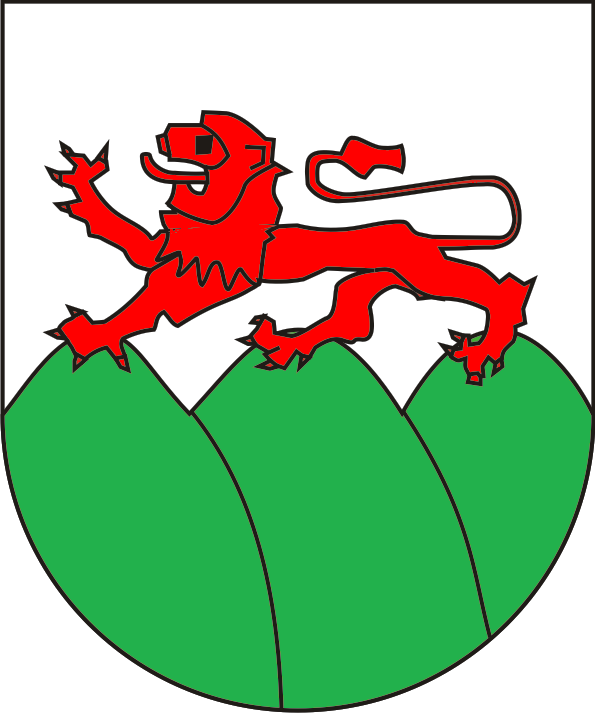
wapen graafschap Mindelheim

In de Frankische tijd bestond er een koningshof in Mindelheim. Keizer Hendrik III schonk de rijkshof in 1046 aan het bisdom Spiers. Sinds 1165 is er een familie van ministerialen bekend, die in de vijftiende eeuw uitstierf.

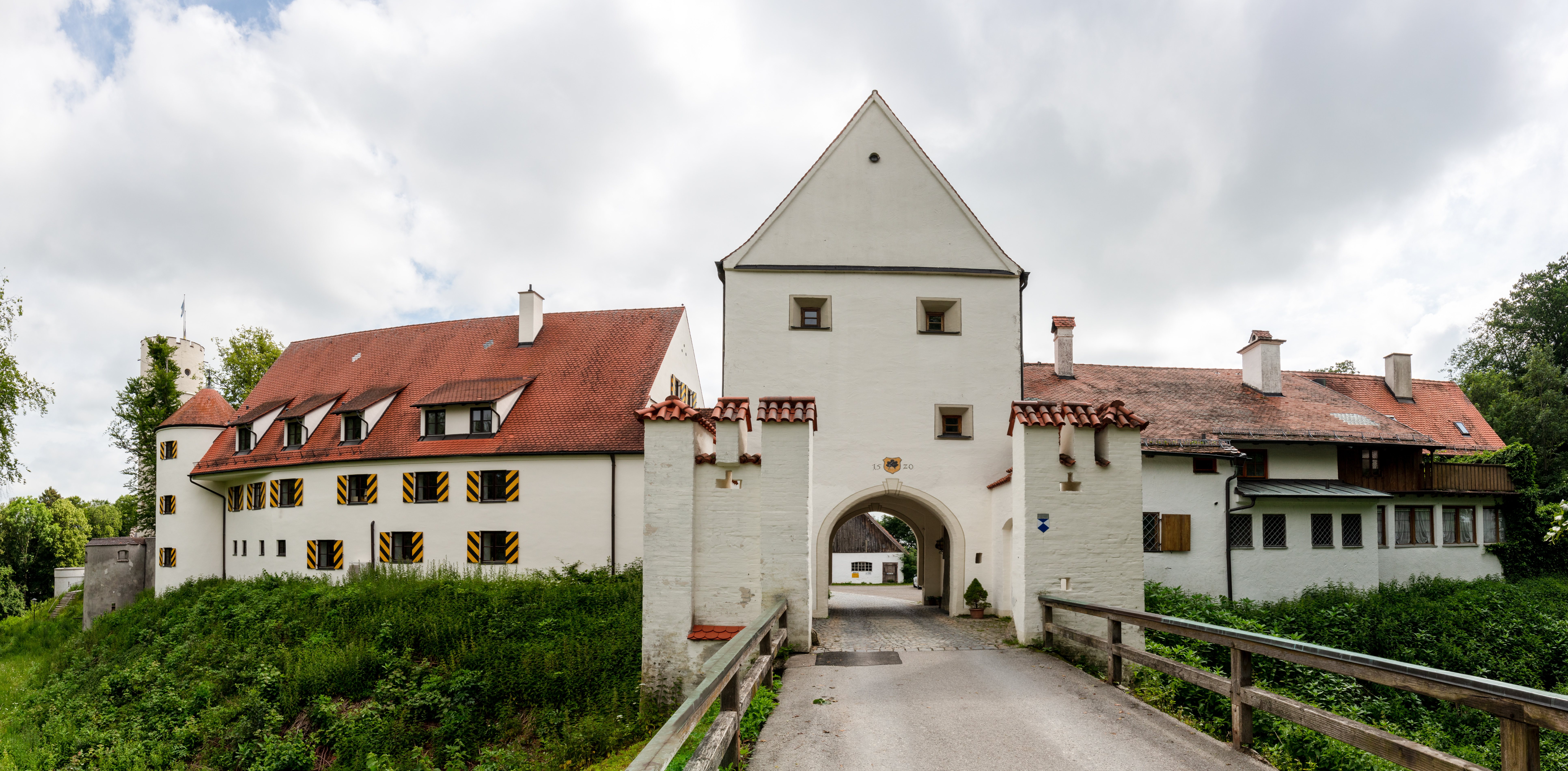
Kasteel Mindelburg (2019, vóór de renovatie)

Van 1363 tot 1365 was de stad in het bezit van de familie Hochschlitz en van 1365 tot 1439 van de hertogen van Teck. Dezen lieten bij het stadje Mindelheim omstreeks 1370 op de plaats van een oudere burcht het nog bestaande kasteel Mindelburg bouwen. Daarna was het gebied in het bezit van de heren van Rechberg, in 1467 gevolgd door de heren van Frundsberg. 
In 1586 brak de Frundsberger successiestrijd uit tussen de heren van Maxlrain en de familie Fugger. Maxlrain verkocht in 1614 zijn aanspraken aan het hertogdom Beieren. Beieren bezette daarop in 1616 het slot en de stad. In 1618 volgde er een vergelijk tussen Beieren en Fugger, waarbij de laatste afstand deed van zijn rechten.
Tijdens de Spaanse Successieoorlog ontnam de keizer in 1705 Beieren de heerlijkheid en beleende John Churchill, hertog van Marlborough met Mindelheim als rijksvorst. Na de vrede van Rastatt van 1714 werd Mindelheim teruggegeven aan Beieren zonder dat Marlborough een schadeloosstelling kreeg.
In 1778 sloot de keurvorst van Beieren een ruilverdrag met Oostenrijk, waarbij Mindelheim aan Oostenrijk werd afgestaan. Door deze ruil brak de Beierse Successieoorlog uit. De ruil moest daardoor in 1780 ongedaan worden gemaakt.